# Толстой Микола Ілліч
Граф Мико́ла Іллі́ч Толсто́й (нар. 26 червня 1794 — пом. 21 червня 1837, Тула) — російський офіцер із роду Толстих, батько письменника Льва Толстого.
Єдиний син, що досяг повноліття, графа Іллі Андрійовича Толстого (казанського губернатора), і його дружини Пелагеї Миколаївни, урожд. княжни Горчакової, від якого успадкував маєток Микільсько-Вяземський. Із 6 років був зарахований на цивільну службу. До 16 років він мав чин колезького реєстратора. У 17 років перевівся на військову службу.
У чині корнета Іркутського гусарського полку Микола Толстой брав участь у війні 1812 року і в закордонних походах (в чині поручика). Брав участь у боях за Дрезден і Лейпциг і нагороджений орденом Св. Володимира 4-го ступеня з бантом і чином штабс-ротмістра. У 1814 році потрапив до французів у полон біля Сент-Обена, звідки звільнився тільки по закінченні кампанії. Після повернення в Росію 8 серпня 1814 року переведений у Кавалергардський полк і призначений ад'ютантом до генерал-лейтенанта А. І. Горчакова. У 1817 році в чині майора переведений у гусарський принца Оранського полк.

Вийшов у відставку в 1824 році в чині полковника. Весело провівши молодість, він програв величезні гроші й зовсім зіпсував свої справи. М. І. Толстой зображений досить близько до дійсності в «Війні і мирі», де він послужив прототипом Миколи Ілліча Ростова. У своїх спогадах Лев Миколайович пише, що у батька були «сангвіністична гарна шия», «бадьорий швидкий крок», «бадьорий, ласкавий голос», «добрі, гарні очі», «граціозні, мужні рухи».

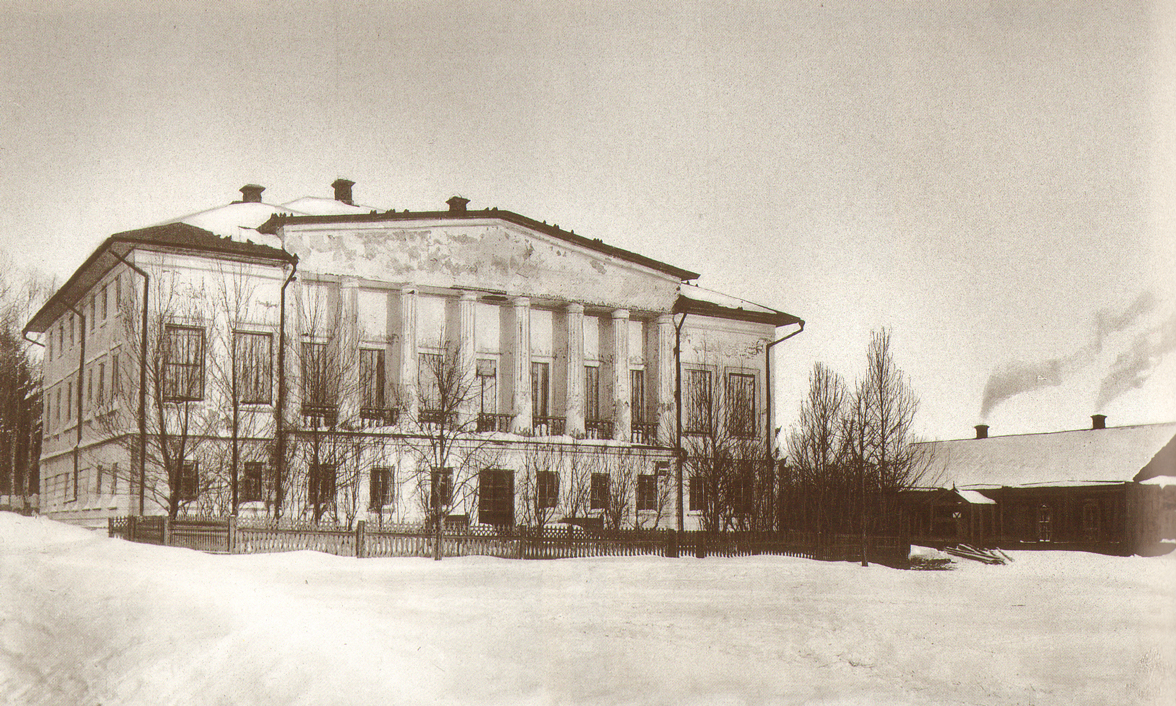
Через нестачу коштів над кам'яним поверхом яснополянського будинку, побудованим його тестем Волконським, граф Толстой звів поверхи дерев'яні та навіть неоштукатурені.

Свого часу граф Толстой був закоханий у свою троюрідну сестру Тетяну Єргольську, яка, залишившись сиротою, була вихована з ним в одному будинку. Проте вона не поспішала зв'язувати себе узами шлюбу, сподіваючись, що Микола знайде більш багату та вигідну партію. Щоб привести до діла свої зіпсовані справи, Микола Толстой, як і Микола Ростов, одружився 9 липня 1822 року на некрасивій і вже не дуже молодій княжні Марії Миколаївній Волконській, спадкоємиці маєтку Ясна Поляна. Восени 1824 року він закінчив зведення в цьому маєтку садибного будинку. У 1829 році викупив продане за борги Микільське-Вяземське, продавши московський дім дружини. Ще через рік овдовів.
У подружжя Толстих було чотири сини: Микола (3 липня 1823 р.), Сергій (1 березня 1826 р.), Дмитро (5 травня 1827 р.) і Лев, а також дочка Марія (19 березня 1830 р.). Після смерті матері їх вихованням займалася Тетяна Ергольська.
Після отримання спадщини від двоюрідної сестри, дружини сенатора Л. О. Перовського, Миколі Іллічу вдалося виправити своє фінансове становище й навіть купити кілька сіл. У 1836 році він будує в Мікільському-Вяземському кам'яну церкву. Влітку наступного року, поїхавши у справах в Тулу, граф Микола Толстой знепритомнів, коли йшов по вулиці, і раптово помер від «кров'яного удару». Похований, як і дружина, на Кочаковському кладовищі. Мати пережила його лише на рік.